# Casa Alston-Cobb
La Casa Alston-Cobb, ahora conocida como el Museo Histórico del Condado de Clarke, es una casa museo histórica y museo de historia local en Grove Hill, Alabama. Fue construida en 1854 por el Lemuel Lovett Alston como una casa I-house con estilo neogriego, un estilo vernáculo también conocido en el sur como Plantation Plain. Es uno de los cuatro únicos ejemplos de una I-house que sobrevivió intacta en el condado de Clarke. La Casa Alston-Cobb se agregó al Registro de Monumentos y Patrimonio de Alabama el 1 de septiembre de 1978 y al Registro Nacional de Lugares Históricos el 30 de abril de 1979.
Cada octubre el museo organiza el «Día de los pioneros», en donde se representa estampas de la vida antigua en el suroeste de Alabama. También incluyen demostraciones de herrería y forja, venta de arcos y flechas hechos a mano; artesanías como cestas tejidas y muñecos de cáscara de maíz; talleres de fabricación de velas, hilado de lana y fabricación de cuerdas.

## Historia
Lemuel Alston emigró a Grove Hill y comenzó la práctica de la medicina alrededor de 1852. La casa se completó en 1854, poco antes de su matrimonio con Sarah French Jackson el 1 de noviembre de 1854. Posteriormente, la casa fue propiedad de las familias Bettis, Cobb, Bumpers y Postma hasta que fue comprada por la Sociedad Histórica del Condado de Clarke en 1980. La sociedad histórica restauró la casa y la abrió como Museo del Condado de Clarke en 1986. El museo presenta exhibiciones que cubren una amplia gama de temas, desde fósiles de Zeuglodon hasta la Guerra de Secesión y una cocina anterior a la guerra.

## Colección de estructuras históricas
Varias estructuras históricas se han trasladado a los terrenos del museo y se han restaurado. La oficina legal de Creagh, construida en 1834 por el juez John Gates Creagh: La oficina originalmente daba al palacio de justicia, pero fue trasladada al Museo en 1990 y se restauró.
También está la Turner Corn Crib, un granero de maíz, que se cree se construyó parcialmente con maderas rescatadas de Fort Turner, una fortificación de troncos que sirvió al área durante la Guerra de los Creek en 1813. Se trasladó a los terrenos en 2001 y se restauró. 
La cabaña Mathews fue adquirida en 2005 y la restauración se completó en 2008. Es una cabaña de troncos con dos habitaciones grandes separadas por un corredor, una forma a menudo conocida como casa dogtrot, y data de mediados del siglo XIX. 